# Α-Propiolakton
Az α-propiolakton vagy 2-metil-α-lakton heterogyűrűs vegyület.
Stabil α-lakton. 2-Brómpropionát anionból nyerhető. A 2-klórpropionsav(en) gáz fázisú bomlásának közbülső terméke.

## Lásd még
- β-Propiolakton
- Acetolakton

## Fordítás
Ez a szócikk részben vagy egészben  az   Alpha-propiolactone című angol Wikipédia-szócikk fordításán alapul.  Az eredeti cikk szerkesztőit annak laptörténete sorolja fel. Ez a jelzés csupán a megfogalmazás eredetét és a szerzői jogokat jelzi, nem szolgál a cikkben szereplő információk forrásmegjelöléseként.